# Hemerobius pusillus
Hemerobius pusillus är en insektsart som beskrevs av Müller 1776. Hemerobius pusillus ingår i släktet Hemerobius och familjen florsländor. Inga underarter finns listade i Catalogue of Life.